# امایلوکس
امایلوکس (به فرانسوی: Amailloux) یک کمون در فرانسه است که در Canton of Parthenay واقع شده‌است.

## خصوصیات
امایلوکس ۳۷ کیلومترمربع مساحت و ۸۰۸ نفر جمعیت دارد.